# Čitluk (Bosanska Dubica, BiH)
Čitluk je naseljeno mjesto u sastavu općine Bosanska Dubica, Republika Srpska, BiH.

## Stanovništvo
| Čitluk             |              |
| godina popisa      | 1991.        |
| Srbi               | 419 (98,59%) |
| Hrvati             | 1 (0,23%)    |
| Muslimani          | 0            |
| Jugoslaveni        | 4 (0,94%)    |
| ostali i nepoznato | 1 (0,23%)    |
| ukupno             | 425          |